# Toneelgroep Ceremonia
Toneelgroep Ceremonia (1992-2011) was het geesteskind van Vlaamse theaterregisseur Eric De Volder. In 1992 stichtte hij de toneelgroep op de theaterzolder van zijn vzw ‘Kunst is modder’ (KIM) in de Oudburg in Gent. In de eerste voorstelling Kom terug speelden enkele van zijn collega’s uit het Etherisch Strijkersensemble Parisiana waaronder Stef Cafmeyer, Philippe Flachet, Ineke Nijssen en Luc Vanborm die de komende jaren de vaste kern van TG Ceremonia gaan vormen. Ze waren te zien in hun eigen theaterzaal KIM, maar ook het Gentse Nieuwpoorttheater, Victoria, Vooruit, Campo en de Minardschouwburg. De acteursploeg van de tweede generatie bestond uit onder andere Leen De Veirman, Johan Knuts, Hendrik Van Doorn, en Benjamin Van Tourhout. De Volder was artistiek leider en werd in de productieploeg bijgestaan door Marc Vanborm (zakelijk leider), Ellen Stynen (dramaturge), Ilina Stankova (spreiding), Geert Vanoorlé (spreiding en techniek), Claudine Grinwis (kostuums) en Tania De Smet als vaste fotografe. Dirk Pauwels was voorzitter van de raad van bestuur die verder werd bevolkt door Caroline Decandt, Freddy Decreus, Ingrid De Vos, Dirk Neels en Luc Vanborm.
TG Ceremonia is meerdere jaren nadrukkelijk aanwezig geweest in de theaterwereld. In 2003 kreeg het gezelschap de eerste Vlaamse Cultuurprijs voor Podiumkunsten en de driejaarlijkse Prijs van de Vlaamse Gemeenschap voor toneelliteratuur. In 2004 volgde de Grote Theaterfestivalprijs voor Achter 't Eten en in 2006 werd Eric De Volder met Au nom du père voor de vijfde keer geselecteerd voor Het Theaterfestival, net als in 2000 met Regent en regentes en in 2004 met Brand.
Na de dood van Eric De Volder in 2010 besliste TG Ceremonia een nieuwe weg in te slaan. In 2011 fuseren ze met het jonge theatercollectief het GEIT (Groot Europees Instituut voor Theater) waarna beide gezelschappen zich herdoopten tot het Koninklijk Instituut voor Podiumkunsten of het KIP. Dit nieuwe gezelschap behield de oude Ceremonia-zolder in Oudburg als werk- een speelplek en stelde Ellen Stynen, de vroegere dramaturge en assistente van De Volder, aan als artistiek coördinatrice. De Volder werd niet vervangen als artistiek leider waardoor de toneelgroep altijd als collectief te werk ging bij het maken van een productie. In 2016 voerde de Vlaamse regering besparingen door waardoor het gezelschap zich in april 2017 genoodzaakt zag ermee op te houden.

## Werkwijze
Het maakproces bij TG Ceremonia verliep meestal op dezelfde, haast rituele manier. Talrijke improvisaties en speloefeningen gaven de scènes vorm alvorens De Volder de tekst van een voorstelling uitschreef. Een groot onderling en wederzijds vertrouwen tussen de acteurs en regisseur De Volder was hierbij erg belangrijk. Door de vaste kern acteurs waarmee gewerkt werd, ontstond een soort van familiegevoel en een vertrouwensruimte.
Voor elke improvisatie klonk hetzelfde nummer door de boxen, namelijk ‘The unanswered question’ van de Amerikaanse componist Charles Ives. Wanneer hierdoor eenmaal een bepaalde sfeer en concentratie was ontstaan, konden de improvisaties beginnen. Hierin vroeg De Volder steeds aan zijn acteurs, die hij steevast zijn ‘gasten’ noemde, om te ‘dansen met de schaduw van hun onderbewuste’.
Uit deze improvisaties maakte De Volder alles op wat hem interesseerde op vlak van mimiek, lichaamshouding, groepsopstelling, enzovoort. Soms deed hij dit door middel van tekeningen. Hierna pas werden de scènes uitgeschreven en vastgelegd. Deze teksten van De Volder werden enkele maanden voor zijn dood gebundeld en uitgegeven als De Volder in stukken: Toneel 1988-2010. Eenentwintig van de tweeëntwintig stukken die het boek bevat werden gespeeld door Toneelgroep Ceremonia. De Volder sloot zijn stukken steeds ritueel af met één woord: ‘Finis’.

## Kenmerken
Het werk van Toneelgroep Ceremonia had een typische ‘Voldereske’ stijl op vlak van thema's, personages, beeld, taal en muziek.
- de thema’s bevonden zich vaak in een schemerzone tussen realisme en fantastische kunst: grote verhalen van kleine mensen, verhalen over het falen van verbinding en communicatie, over wrange familiebanden, over vetes en geheimen, over overspel, incest, ongewenste zwangerschappen, ... Aan elk thema hangt een existentiële dimensie.
- de personages bij De Volder zijn archetypen - de Vader en de Moeder, Man en Vrouw, Bobonne en Parrain - die op expressionistische en soms zelfs carnavaleske wijze werden afgebeeld. Het lichaam is grotesk: open en onbegrensd. Dit zien we ook in de erg fysieke speelwijze van de acteurs.
- de opvallende beeldtaal van De Volder verraadt zijn opleiding als beeldend kunstenaar, vooral in het opmerkelijke gebruik van licht en in de grime. Typerend was het opvallende gebruik van schmink, dat als een soort masker het gezicht van de spelers verbergt. De decors bij De Volder zijn meestal vrij sober.
- het taalgebruik is volks en diep-Vlaams. Zoals Mark Cloostermans in zijn recensie van Smoor (2008) schreef: ‘Alles wat typisch Vlaams is, is bij hem nog Vlaamser’.[1] We vinden veel dialectismen en archaïsmen terug in de taal, die als bevreemdend kan worden bestempeld. Ook aarzelingen, versprekingen en herhalingen, gehakkel en gestotter in de taal geeft deze een verwrongen dimensie. De Volder zelf noemde dit een ‘taal van de kruimels, bedoeld voor vogels of vuilbak’.[2]
- de muziek bepaalt heel sterk het Ceremonia universum. Hiervoor werkten ze verschillende malen samen met Dick van der Harst van het muziektheater LOD (Gent), zoals in Vadria (2000), Zwarte vogels in de bomen (2002) en Achter ’t eten (2003) en de allerlaatste voorstelling van TG Ceremonia, Frans Woyzeck (2010).

## Invloeden

### Jung
Op inhoudelijk vlak vinden kunnen we een invloed opmerken van de Zwitserse psychiater Carl Jung. Zijn analytische psychologie steunde op het principe dat dromen en fantasieën ons de toegang verlenen tot het onderbewustzijn. Intense emoties zoals angst en pijn zijn hierbij essentieel om tot zelfkennis te komen. Op gelijkaardige wijze laat De Volder zijn acteurs ‘dansen op de schaduw van het onderbewuste’ om tot een dieper begrip van de personages (en zichzelf) te komen.
Jung lanceerde eveneens de opvatting dat archetypen aan de basis liggen van de culturele ontwikkeling. Figuren zoals de vader, de moeder, de tiran, de maagd en het goddelijke kind vinden we ook in de personages van De Volder terug.

### Grotowski
Ook het ‘Arm theater’ van Jerzy Grotowski drukt zijn stempel op De Volders werk. Toneelgroep Ceremonia werd dan ook opgericht nadat deze een stage van zes maanden had gevolgd bij Grotowski. Daar deed De Volder naar eigen zeggen inspiratie op en leerde wat je met jonge acteurs kan doen: ‘een omgang met schoonheid, intens en aandachtig, met liefde voor het ambacht, niet op het goedkope directe resultaat gericht, geduldig’.
Bij De Volder staan evenals bij Grotowski het lichaam en de stem van de acteur centraal. Alles vertrekt vanuit de acteur die door middel van fysieke speloefeningen wordt aangezet zijn eigen onderbewustzijn te bevrijden. Ook Grotowksi's concept van een theaterlaboratorium waar de acteur kan experimenteren met alle fysieke uitdrukkingsmogelijkheden kunnen we herkennen in de werkwijze van Toneelgroep Ceremonia.

### Kantor
Ook theaterregisseur Tadeusz Kantor laat zijn invloed gelden op het werk van Ceremonia. Inhoudelijk vinden we bij beide theatermakers vaak motieven zoals het geheugen, de droom en de lelijkheid terug. Hun kunst bevindt zich vaak op een grensgebied tussen leven en dood en thematiseert het kleine, het arme en het weerloze van de mens. Ook de levensgrote poppen en mannequins die het werk van Kantor typeren vinden we bij Ceremonia, in voorstellingen zoals Het laatste avondmaal (2003) en Au nom du père (2005).
Beiden zetten zich ook af tegen de kunst-om-de-kunst. Theater moet een engagement bevatten, moet een bepaald maatschappelijk ideaal ten dienste staan. Bij Kantor draait dit rond het afrukken van maskers en zo de ware aard van de dingen bloot te leggen. Ironisch genoeg gebeurt dit bij De Volder net door middel van de maskerachtig geschilderde gezichten. Ook zijn ontwrichten van de taal tracht te onthullen wat zich achter de façade van de logica bevindt.

## Producties

### Kom terug
In Kom terug (1992), oorspronkelijk getiteld Duitsers, kom terug, roept schrijver en regisseur Eric De Volder samen met zijn acteurs persoonlijke herinneringen op. Zo trachtten ze samen de Duitsers nog eenmaal te laten terugkeren in soort van een collectieve verbeelding. De voorstelling gaat in première één dag voor de aanvang van de Gentse Feesten op 17 juli 1992 in het Nieuwpoorttheater (Gent).
Spel: Stef Cafmeyer, Margaretha de Bouvé, Xavier De Pourq, Robert Delahaye, Marius De Rudder, Philippe Flachet, Claudine Grinwis, Roland Lippens, Diederik Peeters, Marc Van Eeghem, Johan Knuts, Gert Portael, Pascale Platel, Elsemieke Scholte, Ineke Nijssen en Luc Vanborm.

### Soep
Een jaar later speelt TG Ceremonia opnieuw op de Gentse Feesten, ditmaal met Soep (1993) in zaal KIM (Gent). Deze tragikomedie speelt zich af enerzijds in de ontspanningsruimte van een bejaardentehuis en anderzijds in de woonkamer/keuken van soepboer Armand Meiresonne. In een soort van rituele afrekening komen de doden daar hun verhaal doen.
Spel: Margaretha de Bouvé, Veerle Donceel, Philippe Flachet, Claudine Grinwis, Roland Lippens en Tina Lippens

### Nachtelijk symposium
Een van de bekendste voorstellingen die De Volder bij Ceremonia regisseerde was waarschijnlijk wel Nachtelijk symposium (1994). Dit stuk schetst de leden van de Vlaamse familie Meiresonne, die elkaar voortdurend het bloed onder de nagels vandaan halen. De doden komen tot leven. Stemmen uit heden en verleden lopen naadloos door elkaar in een grimmig sprookje. De Volder zelf treedt eenmaal op in de rol van Bobonne. Latere reprises, zoals in 1995 en in 2004 bevestigen de populariteit van de voorstelling.
Spel: Jan Bijvoet, Stef Cafmeyer, Bart Cafmeyer, Jean-Pierre Van Hee, Veerle Eyckermans, Philippe Flachet, Veerle Donceel, Johan Knuts, Roland Lippens, Rudy Cleemput, Tom Vermeir, Ingrid De Vos, Tina Lippens, Kristel Mariën, Bianca Brunin, Ineke Nijssen, Luk Vanborm, Gert Portael, Erik De Volder en Hendrik Van Doorn

### Poète et prisonnier
Na de voorstelling Kom terug uit 1992 gaat De Volder opnieuw met de thematiek van de Tweede Wereldoorlog aan de slag. Poète et prissonier (1994) speelt zich af ten tijde van de bevrijding in 1945 ergens in het Gentse. We volgen het verhaal van Celestien Claeys (Johan Knuts), die dankzij de bijzondere politieke omstandigheden vervroegd vrijkomt uit de gevangenis van Oudenaarde. Tijdens zijn opsluiting had hij besloten om schrijver-dichter te worden. We komen terecht in een absurd, grotesk en dromerig universum: een goed voorbeeld van die typische Voldereske stijl.
Spel: Rudy Cleemput, John Gilber Colman, Titus De Voogdt, Margaretha de Bouvé, Johan Derycke, Veerle Donceel, Veerle Eyckermans, Philippe Flachet, Johan Knuts, Roland Lippens, Arend Pinoy en Gert Portael

### Kamer en de man
In hetzelfde jaar gaat ook de dubbele monoloog Kamer en de man (1994) in première. In deze lofzang op de naïviteit en onschuld van de liefde vertellen een man (Johan Knuts) en een vrouw (Bianca Brunin) elk om beurt over hun ontmoeting in een haast identieke woordenstroom. Het stuk is een soort van ‘pas-de-deux’ die voortdurend in beweging blijft met een rijmende collagestijl.
Spel: Johan Knuts en Bianca Brunin

### Gruis
Voor de voorstelling Gruis (1995) werkte TG Ceremonia in coproductie met het NTG. In NTG Minnemeers maakte De Volder met acteurs van Ceremonia en één NTGent-actrice, namelijk Blanka Heirman, een stuk dat het circusleven thematiseerde.
Spel: Jan Bijvoet, Veerle Eyckermans, Johan Knuts, Hendrik Van Doorn, Gert Portael en Blanka Heirman

### Kakkerlakken
Voor de voorstelling Kakkerlakken (1997) schreef de Turks-Nederlandse schrijver Şaban Ol – tevens een vriend van De Volder – de tekst. De Volders ‘Ceremonisten’ speelden deze voorstelling samen met een groep acteurs uit Turkije, Algerije, Marokko, enzovoort. Met deze voorstelling werd op een lange tournee gegaan.
Spel: Jan Bijvoet, Stef Cafmeyer, Veerle Eyckermans, Nahit Güvendi, Johan Knuts, N’Fali Kouyate, Ineke Nijssen, Tongue Yüeel Oksan, Mahir Tezerdi, Tati Wirahadiraksa, Turul Yücesan en Abdelkader Zahnoun

### Dolmen
Dolmen (1998) is een familiedrama dat zich afspeelt in het salon van een chic burgershuis op de Frans-Belgische grens. We wonen de zestiende verjaardag bij van Charles-Henri Kesteloot (Hendrik Van Doorn) en ontmoeten daar ‘parrain’ (Johan Knuts), ‘mamman’ (Ineke Nijssen) en ‘grand-père’ (Philippe Flachet). De keuze van de acteurs kondigt een kentering aan van de oude Parisiana-generatie naar een nieuwe garde acteurs die de vaste kern zou gaan vormen van TG Ceremonia in de komende jaren.
Spel: Philippe Flachet, Johan Knuts, Ineke Nijssen en Hendrik Van Doorn

### Onwaarschijnlijk normaal eindigend verhaal
Onwaarschijnlijk normaal eindigend verhaal (1998) ging op 18 november in première in theater Victoria (Gent). Het stuk is een verstikkend verhaal over passie, ontrouw en jaloezie verteld vanuit zeven verschillende perspectieven. Het spel werd door Annette Embrechts in de Volkskrant van februari 2000 gedefinieerd als een ‘gekrakeel van poppenkastpoppen’. De groteske speelstijl bewerkstelligt een transformatie van de acteurs tot marionetten en wezens van surrealistische proportie.
Spel: Johan Knuts, Ineke Nijssen en Hendrik Van Doorn

### Regent en regentes
Aan de grondslag van Regent en regentes (2000) lag een briefwisseling tussen twee geliefden tijdens de Tweede Wereldoorlog. Lerares aan het Kunstinstituut te Gent, Tania Desmet, stuurde de brieven ter gelegenheid van Valentijn naar meer dan 800 kunstenaars wereldwijd met de vraag een kunstwerkje terug te sturen. Een van de 127 antwoorden was Ceremonia’s Regent en regentes. Deze productie werd geselecteerd voor het Theaterfestival van 2000-2001. In het verslagboek hiervan werd de voorstelling beschreven als een combinatie van de maskers van Ensor, de religieuze schilderijen van Rogier van der Weyden en de carnavalsoptochten van Brueghel.
Spel: Johan Knuts, Ineke Nijssen, Hendrik Van Doorn en Tom Vermeir

### Vadria
In coproductie met Het muziek Lod en in samenwerking met theater Victoria ging in het najaar ook Vadria (2000) in première. Dit toneelstuk vertelt het verhaal van een erfeniskwestie bij het sterfbed van de Vader. Een wijd gamma van spelers – mannen, vrouwen en kinderen – bezetten de scène in deze schets van een familie in complete neergang.
Spel: Stef Cafmeyer, Tom De Bruycker, Gilles De Bruycker, Maïsha De Rudder, Anna Buyssens, Leen De Veirman, Philippe Flachet, Johan Knuts, Ineke Nijssen, Hendrik Van Doorn, Benjamin Van Tourhout, Owen Weston en Jasper Vandooren

### Zwarte vogels in de bomen
Tijdens het Brussels Kunstenfestivaldesarts ging Zwarte vogels in de bomen (2002) in première. In dit universele verhaal rond uitbuiting en de wil om te overleven ging Ceremonia opnieuw samenwerken met Het muziek Lod. Tekst en muziek ontstonden na talrijke tekstimprovisaties en speloefeningen waarin de situaties en personages vorm hadden gekregen. Opnieuw echoën de vaak carnavaleske figuren veel van Brueghel en Ensor.
Spel: Paola Bartoletti, Elise Caluwaerts, Kim Delcour, Ann De Prest, Leen De Veirman, Liam Fennelly, Johan Knuts, Jowan Merckx, Ineke Nijssen, Noémie Schellens, Hendrik Van Doorn, Katelijne Van Laethem en Jan Van Outryve

### Zijde daar
In Zijde daar (2002) vechten drie broers om de liefde van eenzelfde vrouw op de koudste nacht van de eeuw, in de winter van het jaar 1963. De première vond plaats op 11 december in het Nieuwpoorttheater (Gent).
Spel: Johan Knuts, Ineke Nijssen, Hendrik Van Doorn en Benjamin Van Tourhout

### Het laatste avondmaal
Op het Gentse Time Festival van 2003 speelde TG Ceremonia Het laatste avondmaal, een (schijnbaar) romantisch dinertje eindigend in een dubbele moord. De figuren van Man en Vrouw waren levensgrote poppen die gemanipuleerd werden door respectievelijk vier mannelijke en vier vrouwelijke spelers. Na hun dood kregen de poppen een officiële begrafenis in het Baudelopark te Gent. De toeschouwers werden tijdens de voorstelling samengebracht en vormden voor ze het wisten een stille dodenstoet. Dit stuk werd later de basis voor Au nom du père (2005).
Spel: Paola Bartoletti, Stef Cafmeyer, Piet Depoortere, Leen De Veirman, Rudy D’hont, Vassiliki Dimou, Veerle Donceel, Philippe Flachet, Johan Knuts, Ineke Nijssen, William Phlips, Dick van der Harst, Hendrik Van Doorn, Geert Vanoorlé, Benjamin Van Tourhout en Tom Vermeir

### Achter ’t eten
Voor de voorstelling Achter ’t eten (2003) werkt De Volder wederom samen met Dick van der Harst van Het muziek Lod en gaat eveneens in coproductie met het Antwerpse Theater Zuidpool. Twee actrices, Ineke Nijssen en Marijke Pinoy nemen alle verschillende rollen voor hun rekening. De voorstelling werd erg goed onthaald door de pers en verscheidene jury’s. Het stuk werd genomineerd voor het Theaterfestival van 2004 en in 2005 werd de tekst bekroond met de Prijs voor Letterkunde van de Vlaamse Provincies. 
Spel: Ineke Nijssen en Marijke Pinoy

### Het nijlpaard
Het nijlpaard (2003) is een theatermonoloog die De Volder speciaal schreef voor Hendrik Van Doorn, die hiermee zijn tiende voorstelling bij TG Ceremonia vierde. Deze voorstelling over et leven van een Vlaams ‘grootmoederken’ ging op 28 november 2003 in première in zaal KIM (Gent).
Spel: Hendrik Van Doorn

### Brand
De voorstelling Brand (2004) werd geschreven op basis van de schoolschriftjes van een Gentse ex-brandweerman. Zeven personages, (over)levenden en doden, brengen zijn geschriften over de concentratiekampen tot leven in een reeks scènes die zich afspelen in België en Duitsland, in heden en verleden, in hemel en hel. De voorstelling werd voor het eerst gespeeld op 21 mei 2004 in Minard (Gent). Deze productie werd datzelfde jaar genomineerd voor het Theaterfestival.
Spel: Mariken Bijnen, Annelies De Nil, Leen De Veirman, Tania Poppe, Johan Knuts, Ineke Nijssen, Hendrik Van Doorn en Benjamin Van Tourhout

### Armarium mortis
In 2005 speelt TG Ceremonia opnieuw op het KunstenFESTIVALdesArts te Brussel, ditmaal met de voorstelling Armarium mortis (2005). In deze voorstelling zal een derde generatie van acteurs in Ceremonia naar voren treden, waaronder Pascal Buyse, Tania Poppe en Leen Roels. In dit bizarre sprookje lopen verschillende ‘grote verhalen over kleine mensen’ door elkaar.
Spel: Pascal Buyse, Pedro De Strooper, Ayesha Künzle, Tania Poppe en Leen Roels

### Au nom du père
Op 8 december 2005 ging in de Bourla in Antwerpen Au nom du père in première, een verderzetting van Het laatste avondmaal uit 2003. Ditmaal bezetten veertien acteurs de scène. De voorstelling werd genomineerd voor het Theaterfestival en geselecteerd voor Toernee General, het nieuwe festival van de KVS en Théatre National. In 2006 haalde Au nom du père ook nog een nominatie voor de Taalunie Toneelschrijfprijs binnen.
Spel: Mariken Bijnen, Leen De Veirman, Leen Roels, Veerle Eyckermans, Lorenza Goos, Johan Knuts, Kristin Mertens, Ineke Nijssen, Els Peeters, Thomas Ryckewaert, Peter Seynaeve, Jonas Van Geel, Hendrik Van Doorn, Isabelle Van Hecke en Benjamin Van Tourhout

### De damen
In samenwerking met KVS regisseerde De Volder in 2006 met TG Ceremonia De damen. Het centrale thema, opgedragen door de KVS, is de priester-kunstenaar, met Guido Gezelle als belangrijkste en bekendste voorbeeld. De voorstelling is een langgerekte stroom aan beelden en bevat minder tekst dan ooit tevoren bij TG Ceremonia waarin duidelijk wordt hoe de mens meer dan ooit zijn rituelen is verloren.
Spel: Philippe Annart, Rein Decoodt, Leen De Veirman, Johan Knuts, Ivo Kuyl, Ineke Nijssen, Chris Thys, Carla Hoogewijs, Hendrik Van Doorn en Benjamin Van Tourhout

### Meestersnacht
Meestersnacht (2006) ging in première in het Nieuwpoorttheater te Gent. Het verhaal draait rond een ruziënd koppel en hun nachtelijke meningsverschillen. Aan de hand van een reeks authentieke kattebelletjes uit 1996 en 1997 probeert het stuk te reconstrueren wat die welbepaalde nacht gebeurd is. De muziek werd verzorgd door Ad Cominotto.
Spel: Ineke Nijssen, Leen Roels en Hendrik Van Doorn

### Smoor
Smoor (2008) vertelt het verhaal van Angèle Meeuws-Varewijck, een lerares die geplaagd wordt door de geesten van twee leerlingen. De voorstelling ging op 11 december 2008 in première in de Domzaal van de Vooruit.
Spel: Ineke Nijssen, Johan Knuts, Leen Roels en Hendrik Van Doorn.

### Godses
Voor de voorstelling Godses (2010) slaan TG Ceremonia, Campo en Unie der Zorgelozen, een sociaal-artistiek gezelschap uit Kortrijk, de handen in elkaar. Voor deze theatermonoloog werd vertrokken uit de herinneringen van Geert Six over zijn mythische peter Leopold Six, een verzetshelp die zowel tijdens de Eerste Wereldoorlog als tijdens de Tweede Wereldoorlog gedeporteerd werd. Geert Six lijmt de stukken en brokken van zijn vertekende herinneringen aan elkaar tot schimmige beelden en probeert zo vat te krijgen op zijn voorgeschiedenis.
Spel: Geert Six

### Frans Woyzeck
De laatste voorstelling van TG Ceremonia was Franz Woyzeck (2010), een bewerking van Büchners Woyzeck. In De Volders bewerking neemt de muziek een erg prominente plaats in. Hiervoor werkte hij samen met Dominique Pauwels van het Gents productiehuis voor opera en muziektheater LOD. Op zondag 28 november 2010 ging Franz Woyzeck in première in het NTG. Diezelfde nacht valt ook het doek over de regie- en schrijfcarrière van Eric De Volder wanneer deze ’s nachts overlijdt in zijn slaap.
Spel: Hendrik Van Doorn, Frank Focketyn, Oscar van Rompay, Marijke Pinoy, Ineke Nijssen, Leen Roels, Johan Knuts, Anne-Charlotte Bisoux